# Chlorurus troschelii
Chlorurus troschelii es una especie de peces de la familia Scaridae en el orden de los Perciformes.

## Morfología
• Los machos pueden llegar alcanzar los 34,6 cm de longitud total.

## Distribución geográfica
Se encuentran en Indonesia y Tailandia.